# إدغار إتش براون
إدغار إتش براون (بالإنجليزية: Edgar H. Brown) هو رياضياتي وأستاذ جامعي أمريكي، ولد في 27 ديسمبر 1926 في أوك بارك في الولايات المتحدة.